# بازی‌های آسیایی ۱۹۵۱
بازی‌های آسیایی ۱۹۵۱ (به هندی: ۱۹۵۱ एशियाई खेल)، که به‌طور رسمی به عنوان اولین دوره بازی‌های آسیایی شناخته می‌شود، یک رویداد چند ورزشی بود که از ۴ تا ۱۱ مارس ۱۹۵۱ در دهلی نو، هند برگزار گردید. در مجموع ۴۸۹ ورزشکار به نمایندگی از ۱۱ کمیته ملی المپیک آسیا (NOC) در ۵۷ رویداد از ۸ رشته ورزشی شرکت کردند. این بازی‌ها به عنوان جانشین برای بازی‌های خاور دور و همچنین به نوعی احیا کننده بازی‌های آسیایی غربی بود. آسیاد ۱۹۵۱ در ابتدا قرار بود در سال ۱۹۵۰ برگزار شود، اما به دلیل تأخیر در آماده‌سازی تا سال ۱۹۵۱ به تعویق افتاد. در ۱۳ فوریه سال ۱۹۴۹، فدراسیون بازی‌های آسیایی به‌طور رسمی در دهلی تأسیس شد، که در آن دهلی به اتفاق آرا به عنوان اولین شهر میزبان بازی‌های آسیایی اعلام شد.
این بازی‌ها توسط یک کمیته اجرایی بزرگ سازماندهی و برگزار شد. (به بخش زیر مراجعه کنید).
تقریباً تمام کشورهای مستقل آسیا در آن زمان به جز اتحاد جماهیر شوروی و ویتنام، به دلیل ساختار سیاسی این کشورها به بازی‌ها دعوت شده بودند.
ورزشگاه ملی دیان چاند محل برگزاری همه مراسم‌های این رویداد بود. نشان رسمی آسیاد اول، با یک خورشید درخشان به رنگ قرمز با ۱۶ پرتو و یک دایره سفید در وسط خورشید و همچنین یازده حلقه متصل به هم، که هر کدام نماینده یکی از ۱۱ کشور شرکت‌کننده بود، با یک پس زمینه به رنگ سفید، که نمادی از صلح را نشان می‌داد، طراحی و ساخته شده بود.
ورزشکاران ژاپنی با کسب ۲۴ طلا و ۶۰ مدال در مجموع بیشترین مدال‌های طلا و مجموع را کسب کردند. در حالی که کشور میزبان، هند با ۱۵ مدال طلا و ۵۱ مدال مجموع، که بیشترشان برنز بود (۲۰ عدد)، در رده دوم جدول مدال‌ها به کار خود پایان داد. بازی‌های بعدی آسیایی که توسط هند برگزار شد، حدود ۳۱ سال بعد و بازی‌های آسیایی ۱۹۸۲ بود.

## تاریخچه
بازی‌های آسیایی ۱۹۵۱ به عنوان جانشین یک رویداد چند ورزشی در مقیاس کوچک‌تری موسوم به بازی‌های خاور دور شناخته می‌شود که بین یک دوره بیست و پنج ساله از ۱۹۱۳ تا ۱۹۳۸ در شهرهای مختلف ژاپن، فیلیپین و چین برگزار شد. اولین دوره بازی‌های خاور دور پس از تلاش‌های فدراسیون ورزشکاران آماتور فیلیپین (PAAF) در سال ۱۹۱۳ در مانیل، فیلیپین برگزار شد. این بازی‌ها برای ۹ دوره بعدی با موفقیت سازماندهی و برگزار شد، اما در سپتامبر ۱۹۳۷، ژاپن پس از حادثه پل مارکو پولو به چین حمله کرد و جنگ دوم چین و ژاپن (که بعدها جزئی از جنگ جهانی دوم شد) را آغاز کرد، و به همین سبب بازی‌های سال ۱۹۳۸ که قرار بود در اوساکا برگزار شود، لغو شد و بازی‌های خاور دور پس از آن دیگر برگزار نشد.
در سال‌های آغازین دهه ۱۹۳۰، تلاش شد تا یک رویداد چند ورزشی برگزار شود که کشورهای غرب آسیا نیز در آن حضور داشته باشند و این امر باعث تشکیل «بازی‌های قهرمانی شرق» شد، که بعد از آن و پیش از آغاز نخستین دوره، نام آن را به «بازی‌های آسیایی غربی» تغییر دادند. گستره کشورهای این بازی‌ها شامل تمام کشورهای موجود در شرق سوئز و غرب سنگاپور بود. اولین دوره بازی‌های آسیایی غربی در سال ۱۹۳۴ و در سالن آمفی تئاتر ایروین در دهلی نو برگزار شد که در آن چهار کشور افغانستان، انگلیس هند، فلسطین و سیلان حضور داشتند. در آن زمان تصمیم گرفته شد که این بازی‌ها هر چهار سال یکبار و در میان دو المپیک تابستانی برگزار شود. قرار بود بازی‌های آسیایی غربی سال ۱۹۳۸ در تل آویو، فلسطین برگزار شود. با این حال، این بازی‌ها به دلیل وقوع جنگ جهانی دوم لغو شد و تا سال ۱۹۵۱ تلاشی برای احیا و برگزاری این بازی‌ها صورت نگرفت و بازی‌های آسیایی غربی، رها شد.

## انتخاب میزبان
در ۱۲ و ۱۳ فوریه ۱۹۴۹، جلسه‌ای در خانه پاتیا، در دهلی، بین نمایندگان ۹ کمیته ملی المپیک آسیا برگزار شد. این نشست در جلسه دیگری در ۸ اوت سال ۱۹۴۸ در حاشیه برگزاری دومین المپیک لندن، برگزار شد. این نشست با فراخوان نماینده کمیته ملی المپیک هند، دوت سوندی گورو، برگزار شد و ریاست آن را یاداویندرا سینگ، رئیس انجمن المپیک هند بر عهده داشت. در این نشست، فدراسیون بازی‌های آسیایی (AGF) رسمیت یافت و پیش نویس قانون اساسی این نهاد توسط اعضا پذیرفته شد. یاداویندرا سینگ و دوت سنودی گورو به ترتیب به عنوان اولین رئیس و دبیر فدراسیون انتخاب شدند. پنج عضو منشور تشکیل فدراسیون عبارت بودند از افغانستان، برمه، هند، پاکستان و فیلیپین. در این نشست، تصمیم گرفته شد مسابقات قهرمانی بازی‌های آسیایی را به صورت هر چهار سال یکبار برگزار کنند. زمان آغاز بازی‌ها فوریه سال ۱۹۵۰ و دهلی به عنوان میزبان اعلام شد. همچنین یاداویندرا سینگ رئیس کمیته برگزاری بازی‌ها شد و دعوت رسمی خود را برای حضور در بازی‌های آسیایی ۱۹۵۰، به کشورهای دیگر آسیا ارسال کرد.

## سازمان‌دهی
مسئولیت برگزاری اولین دوره بازی‌های آسیایی به کمیته ویژه‌ای داده شد. این کمیته شامل آنتونی د ملو، ماهاراجا پاتیلا، یاداویندرا سینگ رئیس انجمن المپیک هند، گورو دوت سوندی دبیر انجمن المپیک هند؛ و مقاماتی همچون اس. بوت و نریمان سوگار بود که نقش کلیدی را بازی می‌کردند و کارهای زیادی در مورد ورزشگاه و دیگر امور مربوط به بازی‌ها انجام دادند.
کمیته برگزار کننده:
- رئیس: یاداویندرا سینگ، ماهاراج پاتیالا
- مسئول امور: آنتونی د ملو، هان تریسور، اس. پی چوپرا
- اعضا: ژنرال ک. ام کاریپا، سر گیرجا شانکار بانچپای، نواب پاتائودی، ماهاراجا ویسیاناگارام، اس. وی ماولانکار، پی‌تی هیردی ناث کونزرو، ک.آر. ک منون، شانکار پراساد، پی. سی چودوری، کریشنا پراسادا، دکتر تارا چاند، پروفسور ای. آن جا، سر یوشا ناث سن، سر بیرن موکرجی، سر شانکار لال، نوال‌ها. تاتا، سر سوبا سینگ، مج.گن.وی. آر خانولکا، جی‌دی ساندی، اس. ام مون-یول حق، راجا بالیندرا سینگ، ماهاراجادیراج سر یودای چاند مهتاب، سی. سی ابراهام اس. ها بوت، پی گوپتا

کمیته اجرایی:
- رئیس: جی‌دی ساندی؛
- اعضا: پی. سی چودوری، کریشنا پراسادا، اس. ام مون-یول حق، اس. اس ماثور، رامشوار دایار

روسای کمیته‌ها عبارت بودند از:
- امور مالی: ک.آر. ک منون
- امور فنی: جی. دی ساندی
- امور اسکان و حمل و نقل: مج.گن.وی. آر خانولکار؛
- امور پزشکی: سرلشکر چادا
- امور هنری: بی. یوکیل؛
- امور پذیرایی: شانکار لال؛
- امور تبلیغات: دیوا داس گاندی

اعضای اصلی اجرایی عبارت بودند از:
- مدیر کمیته: آنتونی د ملو؛
- دبیر کمیته: اس. اس داوان؛
- مسئول روابط عمومی: ام. ال کاپور؛
- مسئول امور تبلیغات: دی. ای سکورتا؛
- معاون: نریمان سوگار، معاون وزیر امور خارجه.

با الگو برداری از اردوگاه ریچموند پارک لندن، که در آن ورزشکاران بازی‌های المپیک تابستانی سال ۱۹۴۸ اقامت داشتند، اردوگاه ورزشکاران در دهلی ساخته شد و کاروان کشورها در آن اسکان یافتند.

## ورزشگاه‌ها
محل برگزاری بازی‌های آسیایی ۱۹۵۱، سالن آمفی تئاتر ایروین، یک مجموعه ورزشی چند منظوره بود، همان محلی که میزبانی بازی‌های آسیایی غربی در سال ۱۹۳۴ را عهده‌دار بود. پیش از مراسم افتتاحیه بازی‌ها، این ورزشگاه با عنوان «ورزشگاه ملی» دوباره به کار گرفته شد و برای بهتر برگزار شدن رویدادهای مختلف بازی‌ها بازسازی شد. تمام رویدادها به استثنای شنا و واترپلو فقط در محل ورزشگاه اصلی برگزار شد، مسابقات شنا و واترپلو در استخر مجاور در همسایگی این مجموعه ورزشی برگزار شد.
این ورزشگاه توسط آنتونی اس. دملو طراحی شده و برای ساخت کامل، که در ۱۳ فوریه ۱۹۳۳ به پایان رسید، ۵۰۰۰۰ روپیه مورد نیاز بود. این ورزشگاه به نام لرد ایروین، سیزدهمین معاون وزیر هند و وزیر وقت جنگ کشور، نامگذاری شد.

## رویدادها
این بازی‌ها شامل شش رشته ورزشی بود: دو و میدانی، ورزش‌های آبی شامل شیرجه، شنا و واترپلو، بسکتبال، دوچرخه سواری شامل دوچرخه سواری در جاده و دوچرخه سواری پیست، فوتبال و وزنه‌برداری. مسابقات این رشته‌ها در ۵۷ رویداد برگزار شد. بسیاری از کشورهای عضو فدراسیون بازی‌های آسیایی درخواست حضور بوکس را به عنوان ورزشی مدال آور، مطرح کردند، اما دلایل مختلفی باعث عدم حضور رشته ورزشی بوکس در لیست نهایی این بازی‌ها شد. در این بازی‌ها به جز دو و میدانی، زنان در هیچ رویداد دیگری شرکت نکردند.
در این بازی‌ها، رقابت برای کسب عنوان "آقای سال آسیا ۱۹۵۱" نیز، به عنوان یک رویداد غیر مدالی، برگزار شد. ورزشکاران بر اساس شاخص‌هایی مانند ساختمان و فیزیک بدنی، ظاهر و شخصیت آن‌ها مورد قضاوت قرار گرفتند. پاریمال روی هندوستانی بالاتر از محمود نامجو از ایران که در دسته سبک‌وزن (۵۶ کیلوگرم) وزنه‌برداری مدال طلا کسب کرده بود، در این رقابت برنده شد.

### رشته‌های ورزشی
- بسکتبال (۱)
- دوچرخه‌سواری
  - پیست (۳)
  - جاده (۱)
- دو و میدانی (۳۳)
- فوتبال (۱)
- ورزش‌های آبی
  - شنا (۸)
  - شیرجه (۲)
  - واترپلو (۱)
- وزنه‌برداری (۷)

### ورزش‌های آبی

#### شیرجه
رشته شیرجه، در دو رویداد پرش از سکوی ۳ متر و سکوی ۱۰ متر برگزار شد. هند و ایران تنها کشورهایی بودند که به مدال رسیدند. شیرجه‌روی هند، کی.پی. ثاکار در هر دو رویداد طلا گرفت و در کل هند ۴ مدال کسب کرد. ایران هم یک نقره و یک برنز به دست آورد.

#### شنا
در شنا ۵ کشور شناگران خود را برای شرکت در ۸ رویداد، که شامل ۵ رقابت شنای آزاد (۱۰۰ متر، ۴۰۰ متر، ۸۰۰ متر، ۱۵۰۰ متر و ۱۰۰×۴ متر تیمی) و رقابت کرال سینه (۱۰۰ متر)، کرال پشت (۲۰۰ متر) و شنای مختلط تیمی (۱۰۰×۳) بود، فرستادند. پس از این بازی‌ها رقابت‌های شنای آزاد ۸۰۰ متر و شنای مختلط تیمی (۱۰۰×۳) از فهرست رویدادهای شنای بازی‌های آسیایی حذف شدند. سنگاپور نیمی از مدال‌های طلا و ۲ نقره را به‌دست‌آورد، در حالی که فیلیپین نیمی از کل مدال‌های این رویدادها از جمله ۳ طلا را به‌دست‌آورد، هند در مجموع ۶ مدال، از جمله یک طلای ساچین ناگ در ۱۰۰ متر آزاد، که اولین طلای هند در بازی‌های آسیایی بود به‌دست‌آورد. دو کشور بدون کسب هیچ مدالی رقابت‌ها را به پایان بردند.

#### واترپلو
در واترپلو فقط دو تیم - هند و سنگاپور - حضور داشتند. در تک مسابقه برگزار شده برای تعیین برنده، هند با نتیجه ۶ بر ۴، سنگاپور را شکست داد و قهرمان شد.

### دو و میدانی
دو و میدانی، تنها ورزشی بود که در آن، همه یازده کشور شرکت‌کننده، ورزشکاران خود را اعزام کردند. این رشته شامل ۲۴ رویداد دارای مدال برای آقایان و ۹ رویداد برای زنان بود. زنان ژاپنی در تمام ۹ رویداد، طلای مسابقات را برنده شدند و همچنین ۵ نقره را هم به‌دست آوردند و هند و سنگاپور هر کدام دو نقره به‌دست آوردند. در مسابقات آقایان، ژاپن دوباره با کسب ۱۱ طلا بیشترین تعداد طلا را به‌دست‌آورد، اما در این‌جا ورزشکاران هندی با کسب ۱۰ مدال، تنها یک مدال کمتر نسبت به ژاپن به‌دست آوردند. توکیو یوشینو، ورزشکار زن ژاپنی، در سه رشته پرتاب وزنه، پرتاب دیسک و پرتاب نیزه، سه نشان طلا به‌دست‌آورد. لاوی پینتو از هند تنها مردی بود که به بیش از یک مدال طلا دست یافت، او در مسابقات دو ۱۰۰ متر و ۲۰۰ متر سرعت مردان در صدر قرار گرفت. علی باغبان‌باشی دونده ایرانی هم توانست در این رقابت‌ها در دوی ۵۰۰۰ متر استقامت نشان طلا و در نیمه استقامت ۳۰۰۰ متر بامانع نشان نقره رقابت‌ها را به گردن بیاویزد.

### بسکتبال
در بسکتبال، پنج تیم آسیایی - برمه، هند، ایران، ژاپن و فیلیپین - رقابت کردند. مسابقات به صورت دوره‌ای برگزار شد و بر اساس جدول امتیازات نهایی، سه جایگاه برتر سکو انتخاب شدند. تیم فیلیپین بدون از دست دادن مسابقه‌ای در صدر جدول امتیازها قرار گرفت و مدال طلا گرفت، تیم ژاپن پس از فیلیپین دوم شد و مدال نقره به‌دست‌آورد، تیم ایران با دو پیروزی در رده سوم قرار گرفت و یک برنز کسب کرد. کشور میزبان هند، با یک پیروزی که مقابل برمه به‌دست آمد، چهارم شد، برمه بدون پیروزی، در رده پنجم به کار خود پایان داد.

### دوچرخه سواری
در دوچرخه سواری، چهار کشور - برمه، هند، ایران و ژاپن - دوچرخه سواران خود را اعزام کردند. رقابت‌ها در دو رشته - مسابقه جاده و مسابقه پیست - برگزار شد. دوچرخه سواری پیست شامل مسابقات ۱۰۰۰ متر اسپرینت سرعت، ۱۰۰۰ متر تایم تریل و ۴۰۰۰ متر تعقیبی تیمی بود. در دوچرخه سواری جاده، رقابت‌ها در ۱۸۰ کیلومتر انفرادی جاده برگزار شد. این رویداد به‌طور کامل تحت سلطه ژاپن قرار گرفت، که در مجموع ۸ مدال از ۱۱ مدال توزیع شده را کسب کرد، از جمله چهار طلا. دوچرخه سواران هندی هم ۳ مدال دیگر را به‌دست آوردند. برمه و ایران هم بدون کسب نشان رقابت‌ها را ترک کردند.

دوچرخه سواران در آسیاد ۱۹۵۱

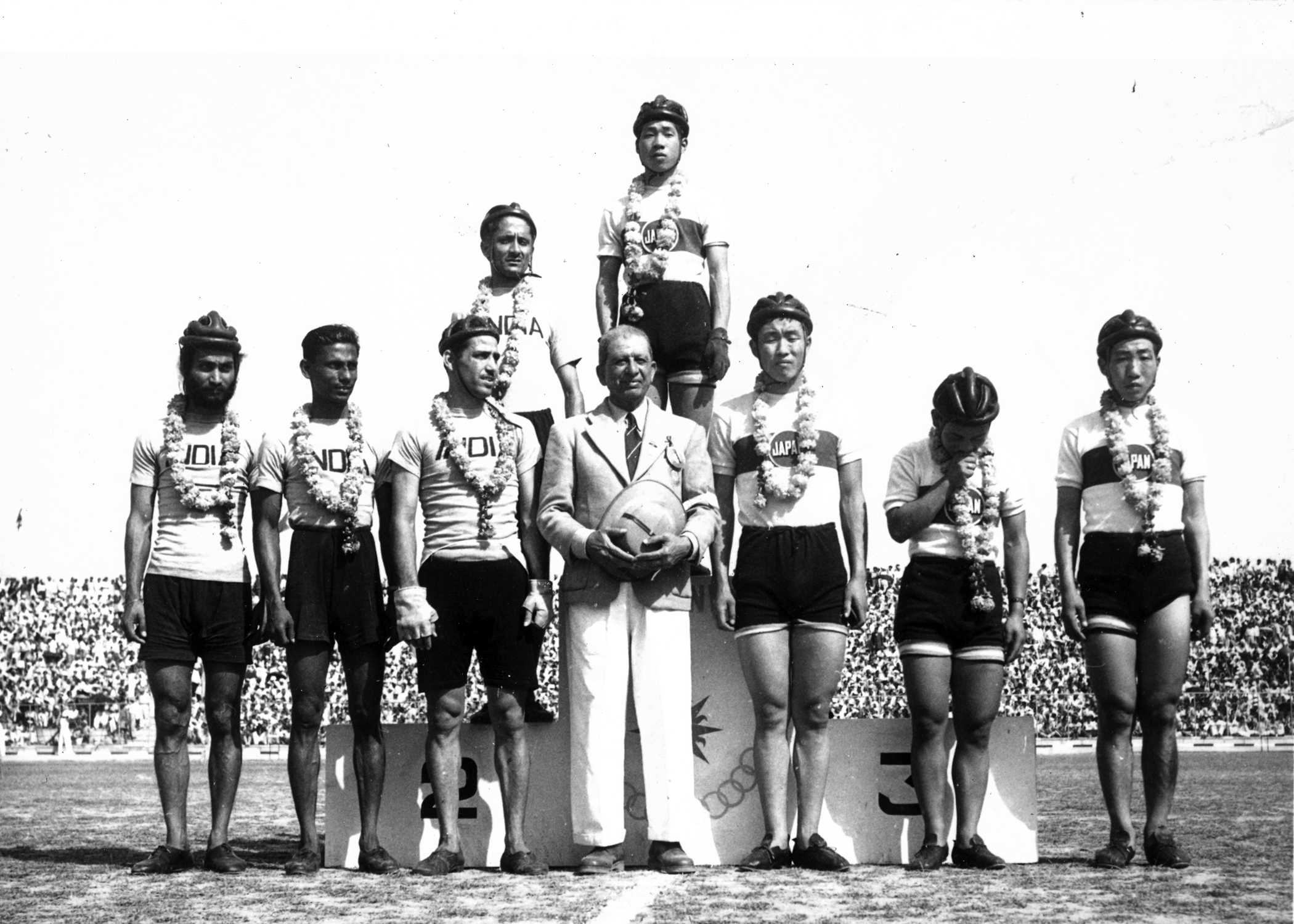
سکوی اهدای مدال دوچرخه سواران در آسیاد ۱۹۵۱

### فوتبال
در فوتبال، شش تیم آسیایی - افغانستان، برمه، هند، اندونزی، ایران و ژاپن - شرکت کردند. مدال طلا توسط تیم هند به‌دست آمد که در دیدار نهایی تیم ایران را ۱ بر ۰ شکست داد. ژاپن با نتیجه دو بر صفر افغانستان را برد و موفق شد مدال برنز را به‌دست‌آورد. در مرحله نیمه‌نهایی، دو بازی بین دو تیم ایران و ژاپن برگزار شد تا یکی از تیم‌های فینالیست مشخص شود، زیرا اولین بازی که در تاریخ ۷ مارس برگزار شد، بدون گل ماند، حتی بازی در وقت اضافه نیز انجام شد ولی بازهم گلی زده نشد. در روز بعد مسابقه نیمه‌نهایی دوباره بین دو تیم برگزار شد که در آن ایران با نتیجه ۳ بر ۲ ژاپن را شکست داد.

### وزنه‌برداری
در مسابقات وزنه‌برداری، هفت کشور در هفت رویداد شرکت داشتند - وزن‌های وزنه‌برداری شامل وزن خیلی کم (۵۶ کیلوگرم)، وزن کم وزن (۶۰ کیلوگرم)، وزن سبک (۶۷٫۵ کیلوگرم)، وزن متوسط (۷۵ کیلوگرم)، سنگین‌وزن سبک (۸۲٫۵ کیلوگرم)، سنگین‌وزن متوسط (۹۰ کیلوگرم) و فوق سنگین‌وزن (۹۰+ کیلوگرم). وزنه برداران ایران در همه رویدادها حاکم بودند و در مجموع ۱۰ مدال، از جمله تمام ۷ مدال طلای توزیع شده را کسب کردند. سنگاپور موفق به کسب دو نشان نقره شد، در حالی که هند و فیلیپین یک نقره و یک برنز کسب کردند.

## تقویم
| اف | مراسم افتتاحیه | ● | رویدادهای مقدماتی | ۱ | رویدادهای نهایی | اخ | مراسم اختتامیه |

| مارس ۱۹۵۱          | ۴ یک | ۵ دو | ۶ سه | ۷ چهار | ۸ پنج | ۹ آدینه | ۱۰ شنبه | ۱۱ یک | نشان‌های طلا |
| ------------------ | ---- | ---- | ---- | ------ | ----- | ------- | ------- | ----- | ----------- |
| دو و میدانی        |      |      |      |        | ۴     | ۳       | ۱۳      | ۱۳    | ۳۳          |
| بسکتبال            |      | ●    | ●    | ●      | ●     | ●       | ۱       |       | ۱           |
| دوچرخه‌سواری – جاده |      |      |      |        |       |         |         | ۱     | ۱           |
| دوچرخه‌سواری – پیست |      |      | ۱    |        | ●     | ۱       | ۱       |       | ۳           |
| شیرجه              |      |      |      |        |       |         | ۱       | ۱     | ۲           |
| فوتبال             |      | ●    |      | ●      | ●     | ●       | ۱       |       | ۱           |
| شنا                |      | ۲    | ۳    | ۳      |       |         |         |       | ۸           |
| واترپلو            |      |      |      |        |       |         |         | ۱     | ۱           |
| وزنه‌برداری         |      | ۱    | ۲    | ۲      | ۲     |         |         |       | ۷           |
| مجموع نشان‌های طلا  |      | ۳    | ۶    | ۵      | ۶     | ۴       | ۱۷      | ۱۶    | ۵۷          |
| مراسم‌ها            | اف   |      |      |        |       |         |         | اخ    |             |
| مارس ۱۹۵۱          | ۴ یک | ۵ دو | ۶ سه | ۷ چهار | ۸ پنج | ۹ آدینه | ۱۰ شنبه | ۱۱ یک | نشان‌های طلا |

## مراسم افتتاحیه
در ۴ مارس ۱۹۵۱، اولین دوره بازی‌های آسیایی به‌طور رسمی افتتاح شد. لیست مهمانان شامل: راجندرا پراساد اولین رئیس‌جمهور هند، جواهر لعل نهرو نخست‌وزیر هند، اعضای کابینه دولت هند، هیئت‌های دیپلماتیک و نمایندگان کمیته‌های ملی المپیک کشورهای آسیایی شرکت‌کننده بودند. ورزشگاه ملی هند مملو از ۴۰٬۰۰۰ تماشاگر بود. حدود ۳۱ تیر هوایی به احترام میهمانان و شرکت کنندگان اولین دوره بازی‌های آسیایی از منطقه پورانا کوئیلا، در مجاورت ورزشگاه ملی شلیک شد. پس از سخنان یاداویندرا سینگ، رئیس فدراسیون بازی‌های آسیایی، رئیس‌جمهور راجندرا پراساد به‌طور رسمی این بازی‌ها را افتتاح کرد.

نخستین دوره بازی‌های آسیایی باعث تحقق تفاهم و دوستی در بین همه کشورها می‌شود و روندی را آغاز می‌کند که با گذشت زمان، به تقویت روابط دوستانه بین ملت‌های آسیا می‌انجامد.

—رئیس‌جمهور راجندرا پراساد
جواهر لعل نهرو، نخست‌وزیر هند نیز سخنرانی خود را ارائه می‌داد که برگزارکنندگان بازی‌ها شعار رسمی بازی‌ها را نمایش دادند - «بازی را در روح بازی، بازی کنید». پانزده نوازنده ترومپت از ارتش هند به همراه نشان پرچم‌های یازده کشور شرکت‌کننده که در سرشان قرار داشت، برنامه خود را ارائه دادند. به ترتیب حروف الفبای انگلیسی، ورزشکاران کشورهای شرکت‌کننده آسیایی در بازی‌های سال ۱۹۵۱ طبق سنت المپیک، با رژه وارد ورزشگاه شدند. هند به عنوان کشور میزبان، آخرین تیمی بود که وارد ورزشگاه شد. مشعل بازی‌ها در ورزشگاه توسط ورزشکار هند در المپیک ۱۹۲۴ دالیپ سینگ و با استفاده از مشعلی که با تابش نور خورشید در قلعه سرخ شعله‌ور شده بود، روشن شد. سپس بالدف سینگ، عضو تیم ملی دو و میدانی هند، به نمایندگی از همه ورزشکاران شرکت‌کننده در این بازی‌ها، سوگندنامه ورزشکاران شرکت‌کننده را قرائت کرد.

## کشورهای شرکت‌کننده
در نخستین دوره بازی‌های آسیایی ۱۱ کمیته ملی المپیک آسیایی در مسابقات شرکت کردند. کمیته برگزار کننده بازی‌ها دعوت نامه رسمی را تقریباً به همه کشورهای آسیا ارسال کرد. چین با وجود دعوت شدن، پیش از تاریخ بسته شدن فهرست کشورهای شرکت کننده، پاسخی نداد و در مسابقات حضور نیافت. پاکستان به دلیل درگیری کشمیر با هند از شرکت در این رویداد خودداری کرد. کره‌جنوبی در جلسه نمایندگان کمیته‌های ملی المپیک کشورهای آسیایی که در تاریخ ۸ اوت ۱۹۴۸ در المپیک لندن برگزار شد، شرکت کرد و توافق شد که ورزشکاران را برای شرکت در این مسابقات بفرستد اما به دلیل جنگ کره، نتوانست ورزشکاری را اعزام کند. اتحاد جماهیر شوروی و ویتنام هم به دلیل سیستم‌های سیاسی خود دعوت نشده بودند. ژاپن نه به المپیک تابستانی سال ۱۹۴۸ دعوت شده بود و نه برای شرکت در نشست تشکیل فدراسیون بازی‌های آسیایی که در فوریه ۱۹۴۹ در دهلی برگزار شد، اما اجازه یافت تا در این بازی‌ها شرکت نماید، ژاپن یک تیم قدرتمند ۷۲ نفره اعزام کرد، که دومین کشور بزرگ بعد از میزبان بود، این کشور در همه رشته‌ها به جز ورزش‌های آبی شرکت کرد. برمه و هند ورزشکاران خود را در تمام رشته‌ها شرکت دادند. ایران در همه رویدادها شرکت کرد، اما هیچ ورزشکار زنی را به بازی‌ها اعزام نکرد.
در زیر فهرست کمیته‌های ملی المپیک شرکت‌کننده را مشاهده می‌کنید. تعداد ورزشکاران رقابت‌کننده هر کشور در داخل پرانتزها مشخص شده‌است:
- افغانستان
- میانمار (۵۸)
- سیلان (۳)
- هند (۱۵۱)
- اندونزی (۳۵)
- ایران (۴۹)
- ژاپن (۷۲)
- نپال (۸)
- فیلیپین
- سنگاپور
- تایلند

## جدول مدال‌ها
ورزشکارانی از ۸ کشور شرکت کننده حداقل یک مدال کسب کردند، از این هشت کشور، پنج کشور حداقل یک نشان طلا کسب کردند. ورزشکاران ژاپن بیشترین مدال‌های طلا (۲۴) و بیشترین مدال‌های مجموع (۶۰) را کسب کردند. کشور میزبان هند با ۱۵ طلا و ۵۱ مدال در کل و بیشترین برنز کسب شده میان همه تیم‌ها (۲۰) در رده دوم قرار گرفت. تا سال ۲۰۱۰، این بهترین رتبه‌ای بود که هند در جدول مدال‌ها در تمام ادوار بازی‌های آسیایی موفق شده بود کسب کند. ایران با ۸ نشان طلا و ۱۶ مدال در کل، به مقام سوم رسید. سه کشور افغانستان، نپال و تایلند نتوانستند مدالی کسب کنند. نئو چوی کوک، شناگر سنگاپوری افتخار کسب اولین مدال طلای تاریخ بازی‌های آسیایی را به‌دست‌آورد. وی در مجموع چهار طلا، همه‌شان در مسابقات شنای سبک آزاد (۴۰۰ متر، ۸۰۰ متر، ۱۵۰۰ متر و ۱۰۰×۴ متر تیمی) به‌دست‌آورد و تبدیل به مدال‌آورترین ورزشکار در این بازی‌ها شد.
رتبه‌بندی در این جدول با قوانین کمیته بین‌المللی المپیک (IOC) که برای جداول مدال منتشر شده مطابقت دارد. به‌طور از پیش تعیین شده، تیم‌ها در جدول، بر اساس تعداد مدال‌های طلایی که ورزشکاران این کشورها برنده شده‌اند (در این جدول، هر کشور با نام کمیته ملی المپیک (NOC) نشان داده می‌شود) رتبه‌بندی می‌شوند. در ادامه تعداد مدال‌های نقره مورد توجه قرار می‌گیرد و سپس تعداد مدال‌های برنز. اگر کشورها هنوز از نظر کسب نشان‌ها، برابر باشند، در یک رتبه قرار می‌گیرند. این کشورها با الفبای کد کمیته ملی المپیک کشورها در IOC فهرست می‌شوند.
در مجموع ۱۶۹ مدال (۵۷ طلا، ۵۷ نقره و ۵۵ برنز) اهدا شد. تعداد کل مدال‌های برنز کمتر از تعداد کل مدال‌های طلا یا نقره بود، زیرا مدال‌های برنز در دو رویداد واترپلو و تعقیبی تیمی دوچرخه‌سواری پیست را تیمی به‌دست نیاورد.
  *   کشور میزبان (هند)
| رتبه           | کشور           | طلا | نقره | برنز | مجموع |
| -------------- | -------------- | --- | ---- | ---- | ----- |
| ۱              | ژاپن (JPN)     | ۲۴  | ۲۱   | ۱۵   | ۶۰    |
| ۲              | هند (IND)*     | ۱۵  | ۱۶   | ۲۰   | ۵۱    |
| ۳              | ایران (IRI)    | ۸   | ۶    | ۲    | ۱۶    |
| ۴              | سنگاپور (SGP)  | ۵   | ۷    | ۲    | ۱۴    |
| ۵              | فیلیپین (PHI)  | ۵   | ۶    | ۸    | ۱۹    |
| ۶              | سیلان (CEY)    | ۰   | ۱    | ۰    | ۱     |
| ۷              | اندونزی (INA)  | ۰   | ۰    | ۵    | ۵     |
| ۸              | میانمار (BIR)  | ۰   | ۰    | ۳    | ۳     |
| مجموع (۸ کشور) | مجموع (۸ کشور) | ۵۷  | ۵۷   | ۵۵   | ۱۶۹   |